# Ори-Веђерана (Верона)
Ори-Веђерана је насеље у Италији у округу Верона, региону Венето.
Према процени из 2011. у насељу је живело 16 становника. Насеље се налази на надморској висини од 350 м.